# Pseudophilautus pleurotaenia
Espèce
Synonymes
- Rhacophorus pleurotaenia Boulenger, 1904
- Philautus pleurotaenia (Boulenger, 1904)

Statut de conservation UICN

 EN B1ab(iii)+2ab(iii) : En danger
Pseudophilautus pleurotaenia est une espèce d'amphibiens de la famille des Rhacophoridae.

## Répartition
Cette espèce est endémique du Sri Lanka. Elle ne se rencontrerait apparemment que dans la région de Kandy, à environ 685 m d'altitude,.

## Description
Le spécimen décrit par Boulenger mesurait 27 mm.

## Publication originale
- Boulenger, 1904 : Descriptions of three new frogs from southern India and Ceylon. Journal of the Bombay Natural History Society, vol. 15, p. 430-431 (texte intégral).